# Schteriwka
Schteriwka (ukrainisch Штерівка; russisch Штеровка/Schterowka) ist eine Siedlung städtischen Typs im Süden der ukrainischen Oblast Luhansk mit etwa 1200 Einwohnern.
Der Ort gehört administrativ zur Stadtgemeinde der 20 Kilometer südlich liegenden Stadt Krasnyj Lutsch und bildet eine eigene Siedlungsratsgemeinde, die Oblasthauptstadt Luhansk befindet sich 37 Kilometer nordöstlich des Ortes, durch den Ort fließt der Fluss Julina (Юліна).
Schteriwka wurde 1723 zum ersten Mal schriftlich erwähnt, war später das Zentrum der Wolost Schterowka (Штеровская волость) und wurde 1938 zur Siedlung städtischen Typs erhoben. Seit Sommer 2014 ist der Ort im Verlauf des Ukrainekrieges durch Separatisten der Volksrepublik Lugansk besetzt.